# Aeródromo de San Pedro de la Cueva
El Aeródromo de San Pedro de la Cueva (Código DGAC: SQA) es un pequeño aeropuerto ubicado al oeste de San Pedro de la Cueva, Sonora y es operado por el ayuntamiento del mismo municipio. Cuenta con una pista de aterrizaje de 1,340 metros de largo y 12 metros de ancho, así como una plataforma de aviación de 2,250 metros cuadrados (45m x 50m) y un hangar. Actualmente solo opera aviación general.